# Policja Polska Generalnego Gubernatorstwa
Policja Polska Generalnego Gubernatorstwa (niem. Polnische Polizei im Generalgouvernement), potocznie określana jako policja granatowa – policja komunalna, finansowana przez polskie samorządy (szczątkowe struktury samorządowe, pozostające pod nadzorem niemieckiej administracji cywilnej), podporządkowana lokalnym komendantom niemieckiej policji porządkowej – Ordnungspolizei; najwyższym szczeblem struktury Policji Polskiej było stanowisko komendanta miejskiego lub powiatowego.

## Nazwa
Zwyczajowa nazwa formacji pochodzi od niezmienionego po 1939 roku granatowego koloru noszonych przez funkcjonariuszy mundurów (nie zmienił się także ich krój, pozbawiono je jedynie emblematów państwowych).

## Powstanie formacji

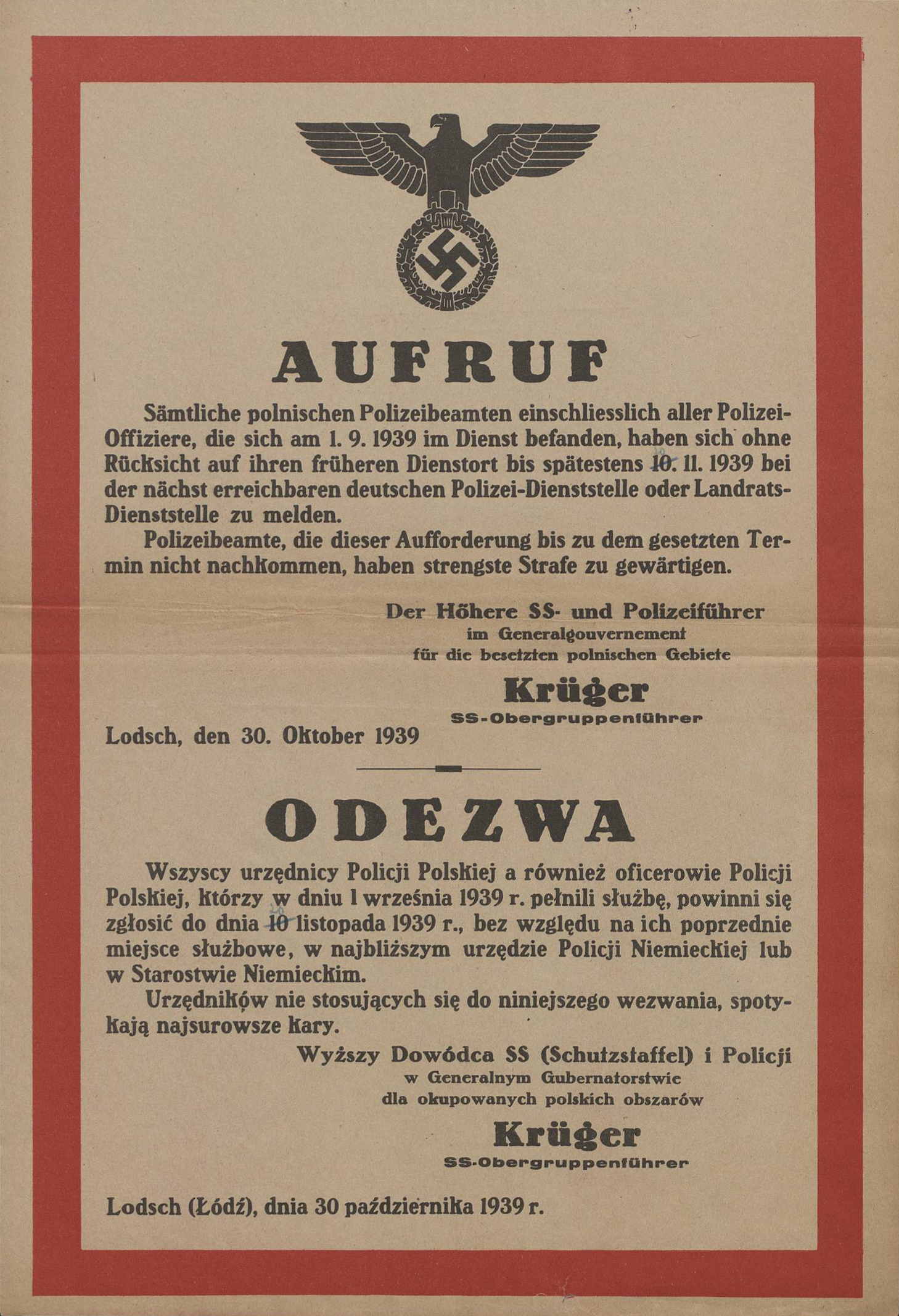
Odezwa do urzędników Policji Polskiej z 30 października 1939

Została powołana w grudniu 1939 na terenie Generalnego Gubernatorstwa (GG) na podstawie rozporządzenia Generalnego Gubernatora Hansa Franka z dnia 17 grudnia 1939. Wcześniej, 30 października 1939 r., dowódca SS i policji w Generalnym Gubernatorstwie Friedrich Wilhelm Krüger wydał zarządzenie wzywające urzędników i funkcjonariuszy polskiej policji do zgłaszania się w najbliższym urzędzie niemieckiej policji lub starostwie. Termin wyznaczono na 10 listopada. Tym, którzy terminu tego nie dochowają grożono „najsurowszymi karami”. Źródłem pierwszych uzupełnień stali się policjanci wysiedleni z ziem wcielonych do III Rzeszy. Przez cały okres okupacji niemieckiej większość granatowych policjantów rekrutowała się z przedwojennych policjantów polskich.
Niemcy nałożyli na dotychczasowy aparat Policji Państwowej obowiązek pełnej, bieżącej ochrony bezpieczeństwa i porządku publicznego. Według rozkazu Heinricha Himmlera z 5 maja 1940 „zapewnienie ogólnej służby policyjnej w GG jest zadaniem policji polskiej. Policja niemiecka wkracza tylko wówczas, jeśli wymaga tego interes niemiecki, oraz nadzoruje policję polską”.
Formacja została podporządkowana niemieckiej Ordnungspolizei. Stanowiła część niemieckiego systemu administracyjno-policyjnego oraz struktur bezpieczeństwa. Działała na obszarze GG z wyjątkiem części powiatów południowo-wschodnich i włączonego w 1941 dystryktu Galicja, gdzie utworzono Ukraińską Policję Pomocniczą.

## Funkcjonowanie PP
Stan osobowy

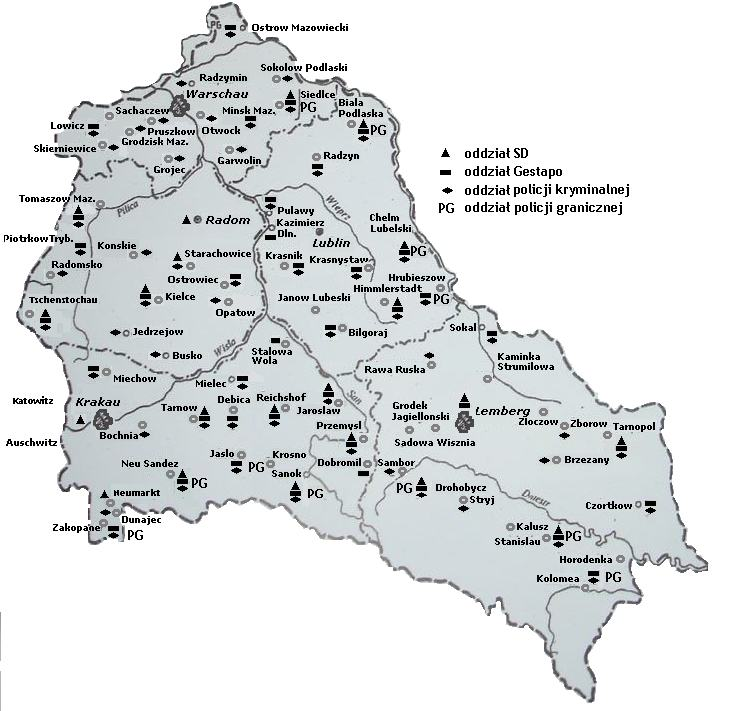
Podział administracyjny GG i wyszczególnienie lokalizacji jednostek policji

- Liczebność Policji Polskiej (posterunkowych/oficerów):
  - styczeń 1940 – 8630/175
  - grudzień 1940 – 10 289/201
  - kwiecień 1942 – 11 291/209
  - styczeń 1943 – łącznie około 12 000
  - maj 1944 – łącznie około 12 500

- Liczebność Policji Kryminalnej (funkcjonariuszy łącznie):
  - marzec 1940 – 1173
  - lipiec 1940 – 1302
  - grudzień 1942 – 1790
  - maj 1944 – 2800

Stopnie obowiązujące w PP

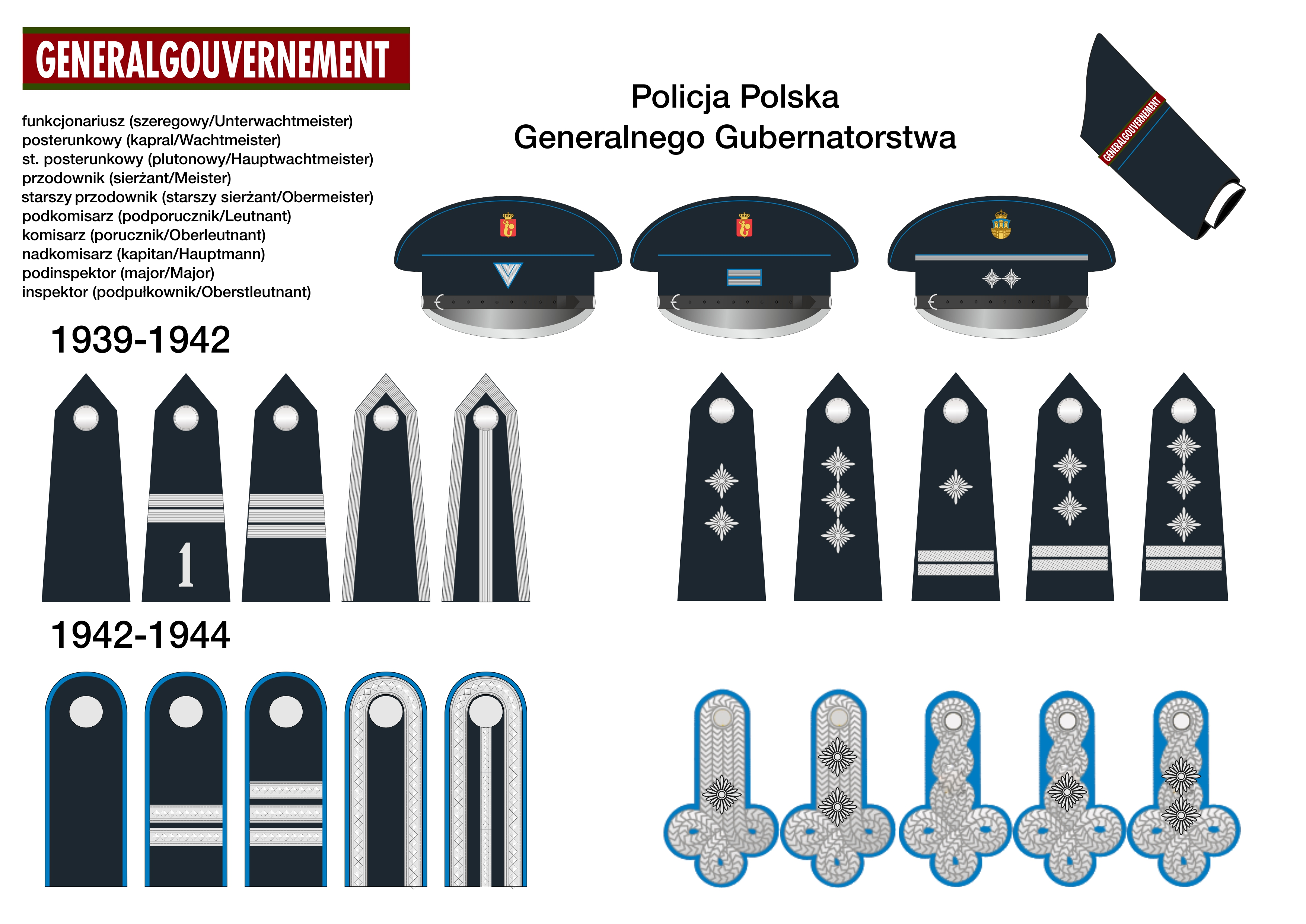
Oznaki stopni służbowych Polskiej Policji GG

W nawiasach podano odpowiedniki stopni Wojska Polskiego i policji niemieckiej:
- funkcjonariusz (szeregowy/Unterwachtmeister)
- posterunkowy (kapral/Wachtmeister)
- st. posterunkowy (plutonowy/Hauptwachtmeister)
- przodownik (sierżant/Meister)
- st. przodownik (starszy sierżant/Obermeister)
- podkomisarz (podporucznik/Leutnant)
- komisarz (porucznik/Oberleutnant)
- nadkomisarz (kapitan/Hauptmann)
- podinspektor (major/Major)
- inspektor (podpułkownik/Oberstleutnant)

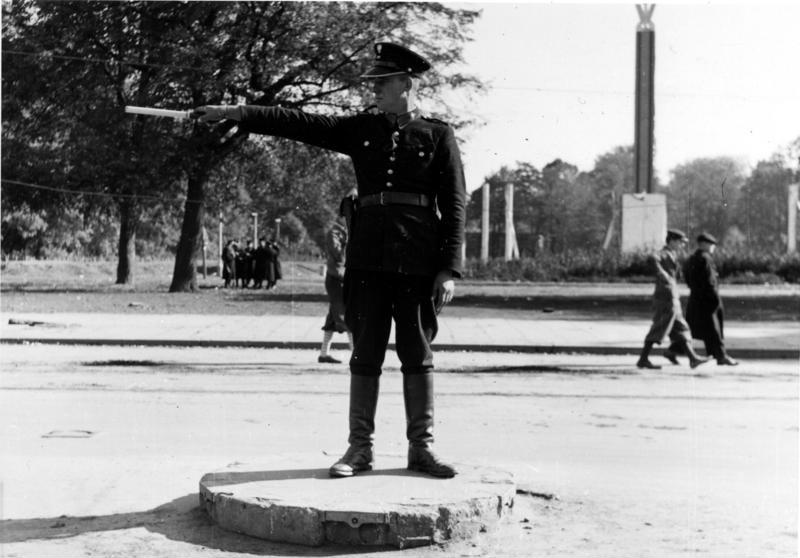
Policjant kierujący ruchem drogowym

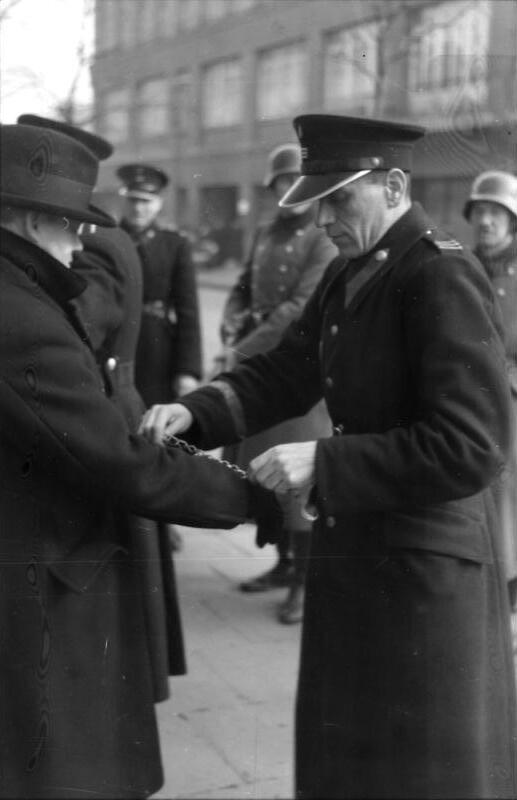
Granatowy policjant na służbie, 1941

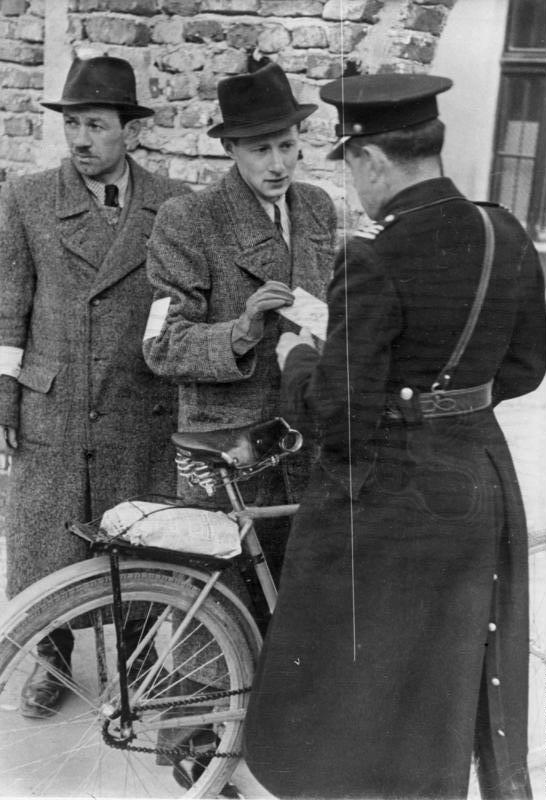
Granatowy policjant sprawdzający dokumenty przy wejściu do getta krakowskiego, 1941

Przez tę formację w latach 1940–1944 przewinęło się 16-18 tysięcy osób (formacja miała dużą śmiertelność – przyjmuje się, że w roku 1942 średnio co 4 dni ginął jeden policjant). Składała się ona niemal wyłącznie z Polaków, poza nimi w PP służyło około 200 Ukraińców (w latach 1940–1942 wszyscy przeszli do Ukraińskiej Policji Pomocniczej bądź zrezygnowali ze służby) i około 700 Białorusinów, mających przed wrześniem 1939 obywatelstwo polskie. Pojawiające się w różnych źródłach informacje, jakoby do PPGG przyjmowano Litwinów, nie mają pokrycia w faktach.
Policjantów obowiązywało umundurowanie przedwojenne z niewielkimi modyfikacjami, wprowadzanymi sukcesywnie przez Niemców. Pierwszą było usunięcie na przełomie 1939/40 orłów z czapek i zastąpienie ich herbami powiatowymi. Nadal jednak – paradoksalnie – godło Rzeczypospolitej Polskiej (usuwane niemal doszczętnie w GG) widniało na guzikach mundurowych do końca 1943 (innym wyjątkiem były monety – ale już nie banknoty – bite/emitowane przez pozostający pod niemiecką administracją okupacyjną Bank Emisyjny w Polsce). Potem obowiązywały guziki żandarmerii niemieckiej, tak zwane „groszki”. Wyposażenie funkcjonariusza stanowił najczęściej pistolet z 5–20 nabojami lub karabin z 10–60 sztukami amunicji (od maja 1944 policjanci dostawali maksymalną ilość amunicji). Dopełnieniem była pałka. W przeciwieństwie do policji przedwojennej, „granatowi” policjanci broni białej (tj. szabel i bagnetów) nie nosili.
Do stałych czynności Policji Polskiej należały patrole prewencyjno-interwencyjne, nadzór nad stanem sanitarnym, regulacja ruchu kołowego, służba na dworcach kolejowych, nadzór nad obowiązkiem meldunkowym. Dochodził do tego nadzór nad bierną obroną przeciwlotniczą oraz szkolenie policyjne Żydowskiej Służby Porządkowej, sprawującej wewnętrzną służbę w gettach.
Bardzo niewielkie uprawnienia Policja Polska miała natomiast w stosunku do Niemców, zarówno umundurowanych, jak i cywilnych – mogła interweniować tylko w wypadku zabójstwa. Władze okupacyjne dopuszczały interwencję w stanie wyższej konieczności oraz w przypadku braku policji niemieckiej na miejscu zdarzenia.
W 1940 pion śledczy został wyłączony z Policji Polskiej i przekształcony w Polską Policję Kryminalną (PK). W ramach niemieckiej Policji Kryminalnej (Kripo) istniały odtąd oddziały polskiej PK. Dyrekcje PK, obejmujące jurysdykcją miasto i powiat, istniały w Warszawie, Krakowie, Lublinie, a od 1941 we Lwowie. W dystrykcie radomskim w każdym komisariacie PP istniały dwu-trzyosobowe agentury kryminalne. Kadra Policji Kryminalnej szkolona była w Szkole Policji Bezpieczeństwa i SD w Rabce Zdroju.
Istniały dwie jednostki do zadań specjalnych, składające się z polskich policjantów:
1. Batalion Wartowniczo-Konwojowy – swoisty „oddział do zadań specjalnych” komendanta warszawskiej policji „granatowej”;
2. Batalion Specjalny Policji Polskiej dystryktu krakowskiego – powstał w kwietniu 1944, jego dowódcą był nadkomisarz Władysław Kita.

Były to oddziały zmotoryzowane, przeznaczone do konwojów, działań przeciwko bandom rabunkowym i partyzantce. Praktycznie były to jedyne formacje z polskim dowództwem, które miały na uzbrojeniu większą liczbę pistoletów maszynowych i granaty.
Aby uzupełnić niedobory kadrowe PP, powołano 1 października 1941 w Nowym Sączu Szkołę Policyjną Policji Pomocniczej Generalnego Gubernatorstwa. Przez cały okres istnienia (do sierpnia 1944) przeszkoliła ona 2800-3000 kandydatów. Komendantem szkoły był major Wincenty Strohe, a jego pierwszym zastępcą major Antoni Pikor.
W Krakowie, stolicy Generalnego Gubernatorstwa, mieścił się „Sąd SS i Policji”, który miał jurysdykcję nad funkcjonariuszami PP (PK od 5 maja 1942). W czerwcu 1944, wskutek zbliżania się frontu i wzmożenia polskiej działalności partyzanckiej, regulaminy uległy znacznemu zaostrzeniu, czego efektem było „wciągnięcie” pod jurysdykcję tego sądu również członków rodzin policjantów.
Za „samowolne opuszczenie służby przez członków policji cudzoziemskiej w Generalnym Gubernatorstwie” bądź utratę broni czy munduru funkcjonariuszowi groziło skierowanie do obozu koncentracyjnego. Od początku 1942 utratę broni na służbie karano śmiercią. Z tego powodu Armia Krajowa zabroniła rozbrajania policjantów.
Policja granatowa została formalnie rozwiązana 15 sierpnia 1944 na mocy dekretu PKWN (Dz.U.R.P. Nr 2, poz. 6). Od tego czasu w szeregach PP zaczęła się szerzyć dezercja, spowodowana m.in. wywózkami internowanych przez Armię Czerwoną funkcjonariuszy w głąb ZSRR oraz zmuszaniem policjantów przez Niemców do służby o charakterze wojskowym na zapleczu frontu. W formie szczątkowej formacja istniała do stycznia 1945 roku. 
Rząd Rzeczypospolitej Polskiej na uchodźstwie przewidywał rozwiązanie policji granatowej i weryfikację części funkcjonariuszy, o czym mówił projekt dekretu z 26 listopada 1943. 
Powojenne sądy polskie nie uznały jej za organizację przestępczą, choć wielu jej funkcjonariuszy trafiło po wojnie do więzień. Nie brakowało także przypadków, kiedy udowodniono im przestępstwa z lat okupacji, np. szmalcownictwo. W latach 1946–1952 działała Komisja rehabilitacyjno-kwalifikacyjna dla byłych policjantów, która pozytywnie zweryfikowała prawie 10 000 osób, z których ok. 2000 przyjęto do Milicji Obywatelskiej (od 1949 byli oni represjonowani). Około 600 osób skazano, w tym na karę śmierci.

## Współpraca z okupantem
Policja Polska Generalnego Gubernatorstwa brała udział w realizacji polityki III Rzeszy w okupowanej Polsce, zarówno w stosunku do ludności polskiej, jak i żydowskiej. Uczestniczyła w deportacjach do pracy przymusowej, zwalczała czarny rynek i brała udział w tworzeniu, izolowaniu i likwidacji gett.

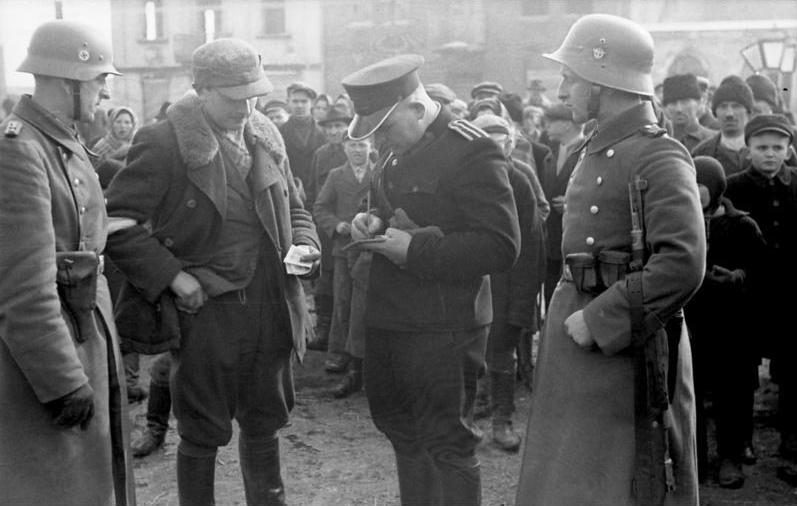
Granatowy policjant sprawdzający dokumenty, 1941

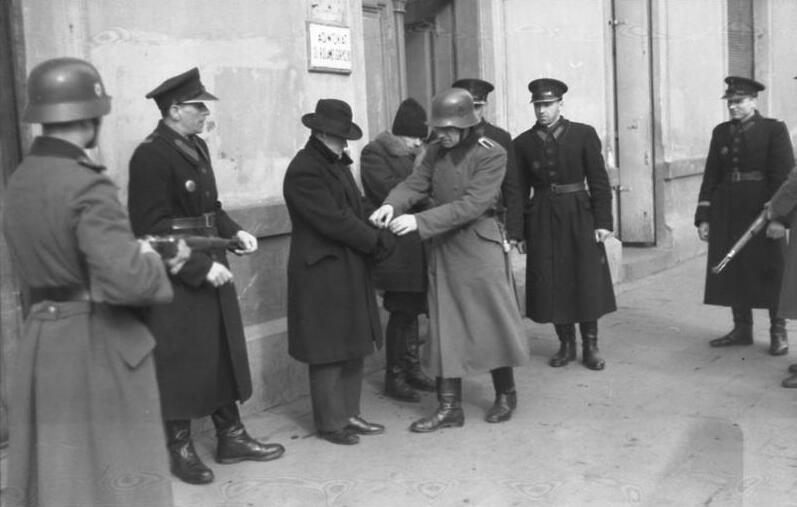
Niemiecka Ordnungspolizei i polska granatowa policja w Krakowie, 1941

W Warszawie wielu funkcjonariuszy policji granatowej wysługiwało się Niemcom; byli skorumpowani, zdemoralizowani i znienawidzeni przez ludność. 17 listopada i 15 grudnia 1941 granatowi policjanci przeprowadzili na rozkaz Niemców w Areszcie Centralnym dwie egzekucje Żydów złapanych po stronie aryjskiej. W pierwszej rozstrzelano 8, a w drugiej 16 osób.
13 stycznia 1942 policja warszawska otrzymała rozkaz aresztowania i przekazania władzom niemieckim Polaków-chrześcijan pochodzenia żydowskiego. W czerwcu tegoż roku utworzono specjalny oddział liczący ok. 100 funkcjonariuszy pod dowództwem kpt. Józefa Lisikiewicza. Działał on pod komendą żandarmerii niemieckiej i uczestniczył w walkach z partyzantami oraz w grabieżach wsi na Lubelszczyźnie.

### Powstanie w getcie warszawskim
Jednym z zadań funkcjonariuszy policji granatowej było pilnowanie bram i murów gett. 18 kwietnia 1943 roku, podczas narady u dowódcy SS i Policji w dystrykcie warszawskim Ferdinanda von Sammern-Frankeneggo, komendant policji major Franciszek Przymusiński, otrzymał za zadanie przygotowanie oddziału, gotowego do akcji o 1 nad ranem dnia następnego, składającego się z 5 oficerów i dwustu piętnastu szeregowych. Ich zadaniem miało być pilnowanie zewnętrznych murów warszawskiego getta i zapobieganie ucieczkom uwięzionych w środku Żydów. Inne źródła z kolei twierdzą, iż w przededniu planowanej ostatecznej likwidacji getta polscy funkcjonariusze zostali zastąpieni przez policję niemiecką i w sile 367 ludzi ubezpieczali tyły oddziałów SS, które likwidowały getto warszawskie. Po rozpoczęciu walk, żydowscy powstańcy przechodzili na aryjską stronę. Dochodziło do starć z funkcjonariuszami polskiej policji. Z drugiej strony, nastąpił wzrost "szmalcownictwa". Polscy policjanci wyłapywali osoby mające niearyjski wygląd jak również takie, które w najmniejszym stopniu nie przypominały Żydów, szantażując je lub rabując ich własność.
Zdaniem świadka, Leona Najberga, funkcjonariusze polskiej policji ramię w ramię z Niemcami uczestniczyli w mordowaniu cywilnej ludności na terenie getta. Obok mordów, funkcjonariusze brali również udział w grabieżach na terenie getta. Jürgen Stroop, w swoim raporcie podsumowującym powstania w getcie warszawskim wymienia działania polskiej policji starającej się przekazać każdego złapanego Żyda Niemcom, zachęcona do tego nagrodami pieniężnymi. W podsumowaniu swojego raportu, Stroop zamieszcza listę zabitych i rannych walczących z żydowskimi powstańcami, podkreślając swoją wdzięczność ich ofierze. Wśród zabitych wymieniony jest policjant Julian Zieliński z XIV Komisariatu. Skala zaangażowania granatowej policji podczas likwidacji warszawskiego getta, sugeruje iż w akcję zaangażowane były wszystkie warszawskie komisariaty. 
Podobnie działo się też w innych miejscowościach. Na przykład w Węgrowie 21 września 1942 w czasie likwidacji getta wyciągnięci z ukrycia Żydzi byli rozstrzeliwani na cmentarzu, dokąd zwykle byli prowadzeni przez jednego niemieckiego żandarma i sześciu uzbrojonych policjantów granatowych. Jednakże PP pełniła funkcje porządkowe wokół gett w GG do końca maja 1943, kiedy została całkowicie zastąpiona w tym przez SS, które przygotowywało się do ich ostatecznej likwidacji.

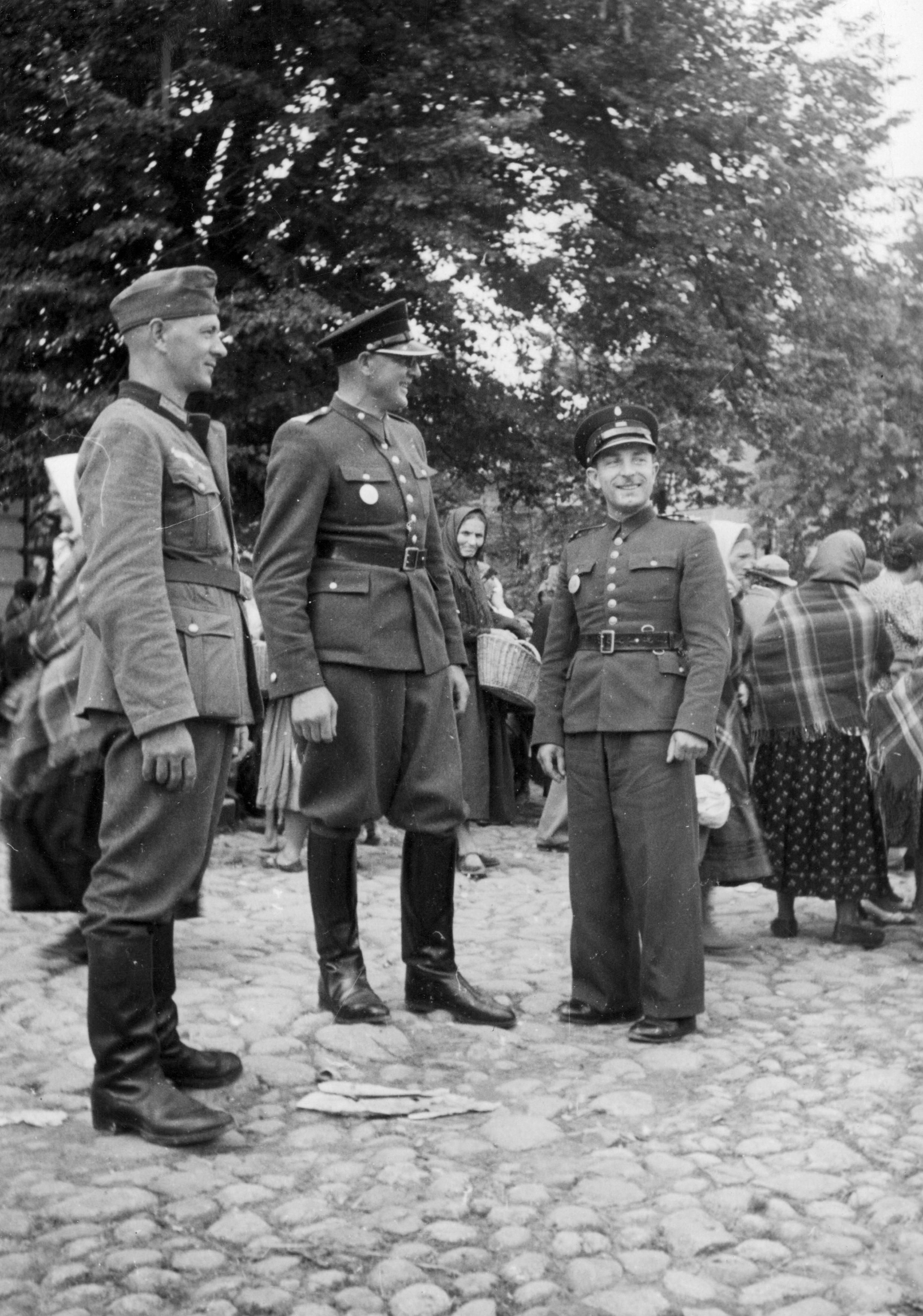
Żołnierz niemiecki i dwaj polscy policjanci na targowisku

Polscy policjanci granatowi odegrali negatywną rolę podczas niektórych akcji Polskiego Państwa Podziemnego. 2 lutego 1943 podczas ewakuacji materiałów i przedmiotów z opieczętowanego przez Gestapo mieszkania rodziny Błońskich przy ul. Brackiej 23 (akcja „Bracka”) w walce z przybyłym na miejscu patrolem zostali lekko ranni Jan Bytnar „Rudy” i Tadeusz Zawadzki „Zośka”. W akcji pod Arsenałem 26 marca 1943 granatowy policjant śmiertelnie postrzelił członka Grup Szturmowych, Tadeusza Krzyżewicza „Buzdygana”, a inny ostrzelał na ulicy Leszno samochód przewożący kobietę ranioną w czasie akcji.
Wielu granatowych policjantów uczestniczyło w szantażowaniu ukrywających się Żydów. Współpracowali oni ze szmalcownikami, zapewniając im opiekę i informacje w zamian za część uzyskanych od Żydów pieniędzy. Polskiej policji zezwolono na oddanie każdemu polskiemu policjantowi w razie zatrzymania przez niego Żyda w aryjskiej części miasta Warszawy, 1/3 gotówki każdego Żyda. Zarządzenie to okazało się skuteczne.
Polscy policjanci musieli uczestniczyć wraz z Niemcami w łapankach, eskortowaniu ludzi do obozów przejściowych, ochronie obozów pracy przymusowej. Zmuszeni byli asystować przy egzekucjach oraz brać udział w działaniach przeciwpartyzanckich. Udokumentowano kilkanaście zbiorowych egzekucji dokonanych przez dozorowaną przez Niemców granatową policję na Polakach i Żydach (np. pluton Policji rozstrzelał 17 listopada 1942 grupę Żydów, złapanych poza gettem; w październiku tegoż roku, na rozkaz Niemców, funkcjonariusze policji rozstrzelali w lesie kabackim grupę więźniów Pawiaka oraz zamordowali 14 Polaków w lesie pod Piasecznem). W odwet za zabitych przez podziemie policjantów, hitlerowcy z reguły dokonywali egzekucji zakładników, pomimo interwencji polskich oficerów policji. 
Obraz granatowego policjanta-kolaboranta pojawia się w powieści Wyrok na Franciszka Kłosa autorstwa Stanisława Rembeka. Główny bohater, post. Franciszek Kłos z podwarszawskiej miejscowości, wbrew radom najbliższych, po rozwiązaniu Policji Państwowej kontynuuje służbę w Policji Polskiej GG. Z czasem staje się on jednym z najaktywniejszych kolaborantów w regionie. W 2000 na podstawie powieści powstał film z Mirosławem Baką w roli głównej. W opinii prof. Jerzego Kochanowskiego „przypadek tytułowej postaci jest tam nieco przerysowany”.
Zygmunt Mańkowski, omawiając książkę Czesława Łuczaka Polityka ludnościowa i ekonomiczna hitlerowskich Niemiec w okupowanej Polsce, konkludował, odnosząc się do sprawy granatowej policji, tak: „nie może być mowy o kolaboracji (przynajmniej dobrowolnej) tej formacji, a więc w ogóle o jakiejkolwiek kolaboracji o charakterze instytucjonalnym na ziemi polskiej”. Wynikało to z faktu, że „kolaboracja dotyczyła nie całości formacji, a jedynie zdegenerowanych jednostek”. Podobny pogląd, natury ogólnej, wyraził Stefan Korboński (p.o. Delegata Rządu na Kraj) pisząc: „Powiedzenie „Polska Quislinga nie wydała” miało pełne pokrycie w krajowej rzeczywistości”.

## Akcje polskiego podziemia wymierzone w funkcjonariuszy Policji

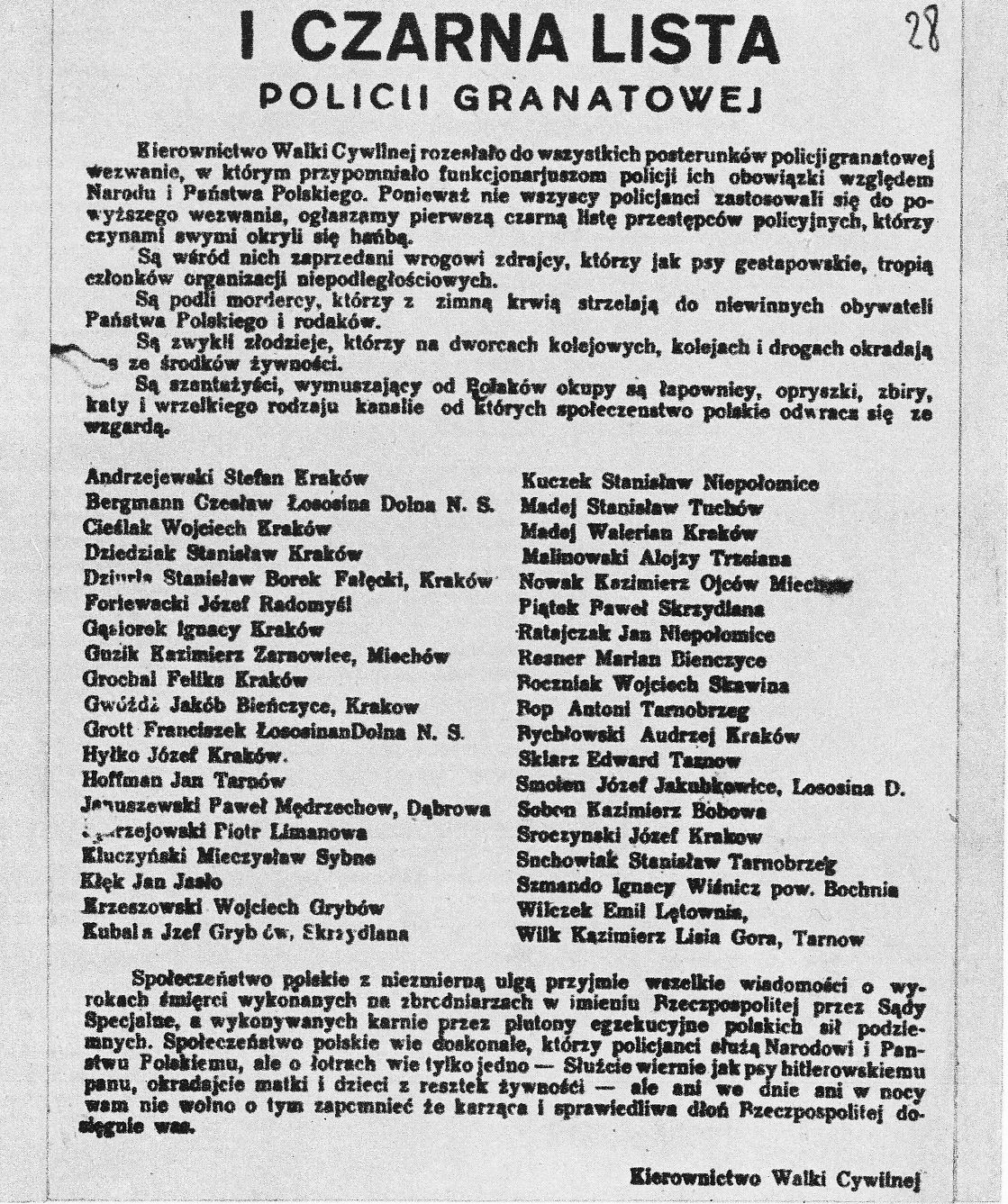
Czarna lista policji granatowej, opublikowana przez Kierownictwo Walki Cywilnej w Krakowie, piętnująca policjantów współpracujących z Niemcami, maj 1943

Granatowi policjanci kolaborujący z niemieckim okupantem byli piętnowani przez polski ruch oporu. Żeby zdyscyplinować funkcjonariuszy Polskie Państwo Podziemne publikowało listy kolaborujących policjantów, które rozklejane były do publicznej wiadomości. W zależności od skali współpracy różnicowano wyroki od infamii do wykonywania wyroków śmierci włącznie .

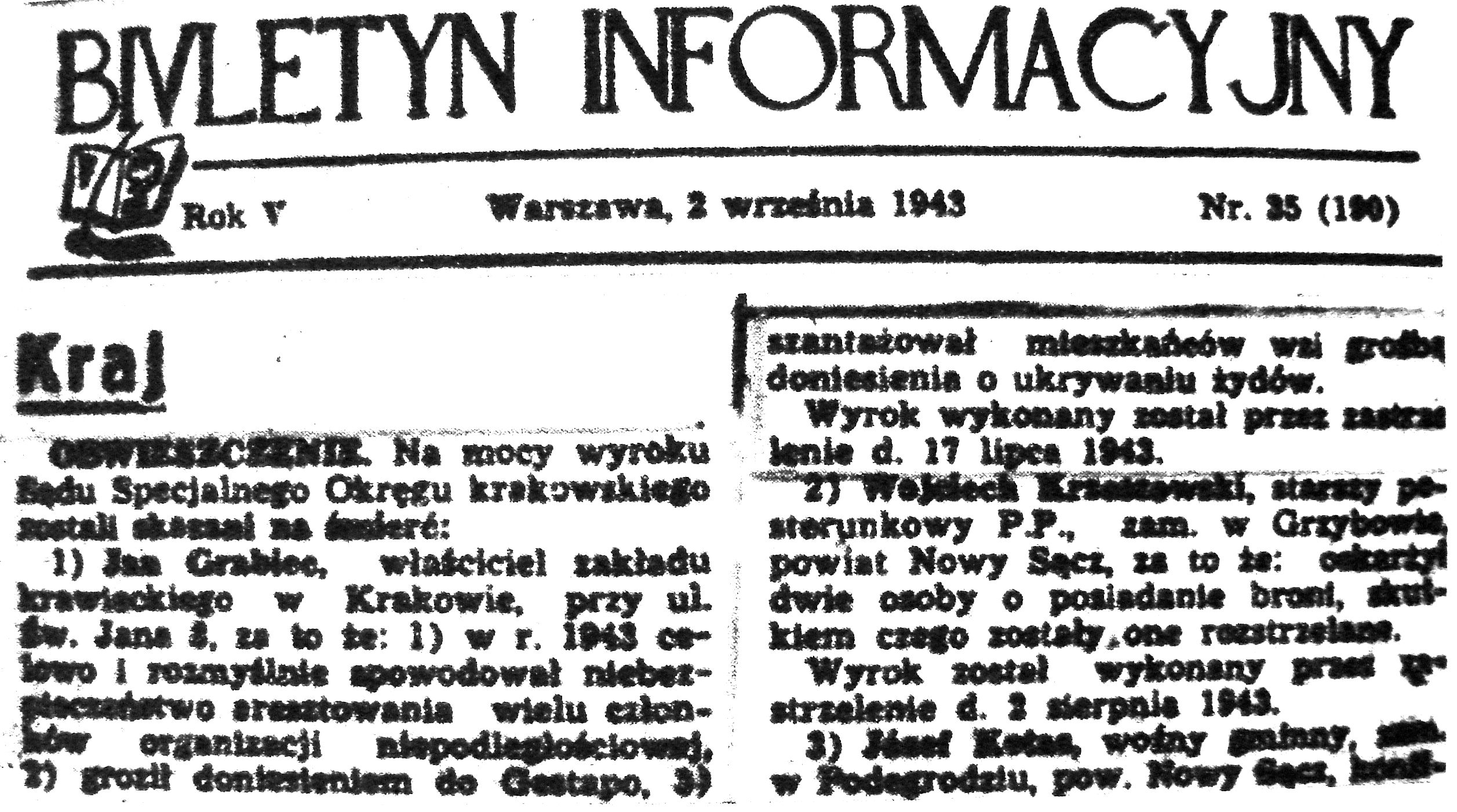
Notka o wykonaniu wyroku śmierci na posterunkowym policji z Grzybowa Wojciechu Krzelowskim, który oskarżył 2. osoby o posiadanie broni palnej w wyniku czego zostały rozstrzelane, Biuletyn Informacyjny z 1943.

Kierownictwo Walki Podziemnej zarządziło kilka akcji wymierzonych w kolaborantów, szmalcowników oraz konfidentów, którymi objęci zostali również przedstawiciele polskiej policji. Były to między innymi rozpoczęta w marcu 1943 akcja „C” oraz późniejsze akcja Główki, akcja Topiel oraz Akcja Kośba, w których wykonywano wyroki śmierci także na policjantach polskich, którzy złamali polskie przedwojenne prawo karne dopuszczając się zbrodni na Polakach i Żydach .
W marcu 1943 Grupa Specjalna Sztabu Głównego Gwardii Ludowej dokonała udanego zamachu na komendanta policji w Warszawie Aleksandra Reszczyńskiego.
W akcji „C” przeprowadzonej na przełomie maja i czerwca 1943 po raz pierwszy AK zaczęła wykonywać wyroki na szmalcownikach szantażujących Żydów oraz Polaków ich ukrywających poza murami warszawskiego getta. Za tę działalność wyroki wykonano na dwóch granatowych policjantach z XIII komisariatu plutonowych: Bronisławie C. oraz Antonim S. 12 maja 1943 zlikwidowano także posterunkowego policji granatowej Józefa Domaradzkiego, 1 czerwca plut. Michała Wojciechowskiego, a 13 czerwca kpr. Stanisława Ławskiego.
Za współpracę z hitlerowskim okupantem wielu granatowych policjantów otrzymywało wyroki śmierci od polskiego ruchu oporu, np. w czerwcu 1943 z wyroku GL zginął komendant Policji Polskiej w Józefowie o nazwisku Chełkowski, który znęcał się nad polskimi cywilami, zaś we wrześniu 1944 egzekutorzy AK zabili Włodzimierza Lesia, posterunkowego PP z Łańcuta, który wydał w ręce Niemców rodzinę Ulmów i ukrywanych przez nią Żydów.

## Współpraca policjantów z podziemiem
Według niektórych źródeł „większość policjantów nie poddała się próbie zniewolenia i oddawała nieocenione usługi Polskiemu Państwu Podziemnemu, przekazując m.in. informacje o akcjach wymierzonych przeciwko Polakom”. Wedle szacunków około 25–30% policjantów było członkami lub współpracownikami podziemia, głównie Armii Krajowej. Pośrednio potwierdzają to raporty oficerów niemieckiej Ordnungspolizei. O tym, jak ograniczone było zaufanie władz okupacyjnych do Policji Polskiej, świadczy fakt, że żaden z trzech stopni alarmu, przewidzianych przez okupanta na wypadek powstania w Warszawie, nie przewidywał użycia PP. Przeciwnie, w trzecim stopniu alarmu Niemcy zakładali aresztowanie i rozbrojenie całej PP, a nawet jej fizyczną likwidację.
Zaczątki granatowej policji polskiej Niemcy zainicjowali już w grudniu 1939. Na pierwszego komendanta wyznaczony został Marian Kozielewski – brat słynnego kuriera polskiego podziemia Jana Karskiego, W stopniu inspektora (Oberstleutnanta) został on pierwszym komendantem Policji Polskiej Generalnego Gubernatorstwa, czyli tzw. „granatowej policji” na miasto Warszawę. Jednocześnie jednak, już w październiku 1939, za pośrednictwem byłego ministra spraw wewnętrznych Mariana Borzęckiego, podporządkował się Centralnemu Komitetowi Organizacji Niepodległościowych, który uważał za przedstawicielstwo Rządu RP na uchodźstwie. Kozielewski od samego początku widział w Policji Polskiej narzędzie sabotażu i dywersji przeciw zarządzeniom władz okupacyjnych skierowanych przeciwko ludności cywilnej. Deklarację swej lojalności powtórzył za pośrednictwem brata, przesyłając w trakcie jego pierwszej misji do Francji, w styczniu 1940, listę policjantów „godnych zaufania” w celu nawiązania z nimi współpracy konspiracyjnej.
Wraz z bratem, Marian Kozielewski był także współautorem pierwszego raportu Jana Karskiego, który zredagowali wspólnie już w końcu 1939 w Warszawie. Raport ten zatytułowany „Zagadnienie żydowskie w Polsce pod okupacjami” poświęcony był nastrojom oraz losom ludności żydowskiej na terenach Polski okupowanych przez III Rzeszę oraz ZSRR. Fakt ten we wstępie pt. „Dane osobiste sprawozdawcy” odnotowuje raport Karskiego, gdzie Marian Kozielewski występuje pod pseudonimem ‘Konrad’.
Od wiosny 1940 zaczęto tworzyć w PP struktury konspiracyjne będące częścią Polskiego Państwa Podziemnego w Policji Polskiej. Utworzono tajny sztab oraz kaptowano do współpracy funkcjonariuszy wszystkich szczebli. Tworzono całe „struktury poziome” – w każdym większym komisariacie istniała tajna organizacja, a w posterunkach mniejszych i prowincjonalnych starano się mieć „zaufanych” podoficerów i oficerów.
Owe tajne struktury miały się ujawnić po klęsce III Rzeszy, której oczekiwano na froncie zachodnim w maju i czerwcu 1940. Jednakże Gestapo 7 maja 1940 dokonało aresztowania 69 oficerów Policji Polskiej dystryktu warszawskiego, na czele z ppłk Marianem Kozielewskim, przedwojennym komendantem Policji Państwowej na M.St. Warszawę i urzędującym komendantem Policji Polskiej w Warszawie. Było to działanie związane z realizowaną Akcją AB. Aresztowania te doprowadziły do częściowej likwidacji struktur podziemnych w PP. Część oficerów została zwolniona, część osadzono w tworzonym właśnie wówczas obozie koncentracyjnym Auschwitz, a część zrezygnowała ze służby.
Pod wpływem ww. wydarzeń stworzono plan współpracy Policji Polskiej z Polskim Państwem Podziemnym, składający się z trzech punktów:
1. odbudowa i budowanie nowych struktur o charakterze tajnym wewnątrz Policji Polskiej i Policji Kryminalnej;
2. czynny udział policjantów w działaniach konspiracyjnych;
3. doraźna pomoc podziemiu i niezorganizowane formy oporu.

Struktury podziemne, które opierały się na jednostkach organizacyjnych i funkcjonariuszach Polskiej Policji i Policji Kryminalnej, to przede wszystkim:
1. Państwowy Korpus Bezpieczeństwa;
2. Referat Policyjny „995” w Wydziale Bezpieczeństwa i Kontrwywiadu Oddziału II Komendy Głównej AK.

Komendantem Głównym PKB został ppłk Marian Kozielewski, zastępcą – ppłk Stanisław Wasilewski, a szefem sztabu – mjr Bolesław Buyko. Od końca 1942 odnotowuje się coraz większą liczbę funkcjonariuszy Państwowego Korpusu Bezpieczeństwa, co było konsekwencją decyzji władz Armii Krajowej o przejściu do PKB funkcjonariuszy PP, związanych z konspiracją wojskową, oraz funkcjonariuszy Ludowej Straży Bezpieczeństwa. Komendantem głównym został adwokat Stanisław Tabisz ze Stronnictwa Ludowego. W październiku 1943 liczebność całego PKB (bez dystryktu lubelskiego) wynosiła 8400 funkcjonariuszy. Z PKB współpracował Wojskowy Korpus Służby Bezpieczeństwa (WKSB) – rodzaj policji wojskowej. Obie te formacje ujawniły się w trakcie powstania warszawskiego, przejmując komisariaty Policji Polskiej. Bardzo ważnym odcinkiem działalności PP była współpraca z ogniwami kontrwywiadu wszystkich szczebli ZWZ-AK.
Powiązanie z Policją Polską posiadały wszystkie liczące się organizacje wojskowe i polityczne: od GL-AL poprzez BCh do NSZ. Kontakty operacyjne w strukturze policji miał również sowiecki wywiad wojskowy GRU.
Do roku 2020 piętnastu policjantów zostało odznaczonych medalem Sprawiedliwy wśród Narodów Świata. Byli to: Franciszek Banaś (1980), Władysław Cieśla (1991), Piotr Czachoński (1999), Jan Fakler (1974), Kajetan Gerula (1995), Paweł Gołąbek (2001), Władysław Książek (1998), Jan Kubicki (1976), Stefan Matacz (2012), Bronisław Marchlewicz (2004), Wacław Nowiński (1970), Stanisław Ratyński (1991), Władysław Szałek (1979), Stanisław Śliżewski (2008) oraz Stanisław Wiatr (2019).

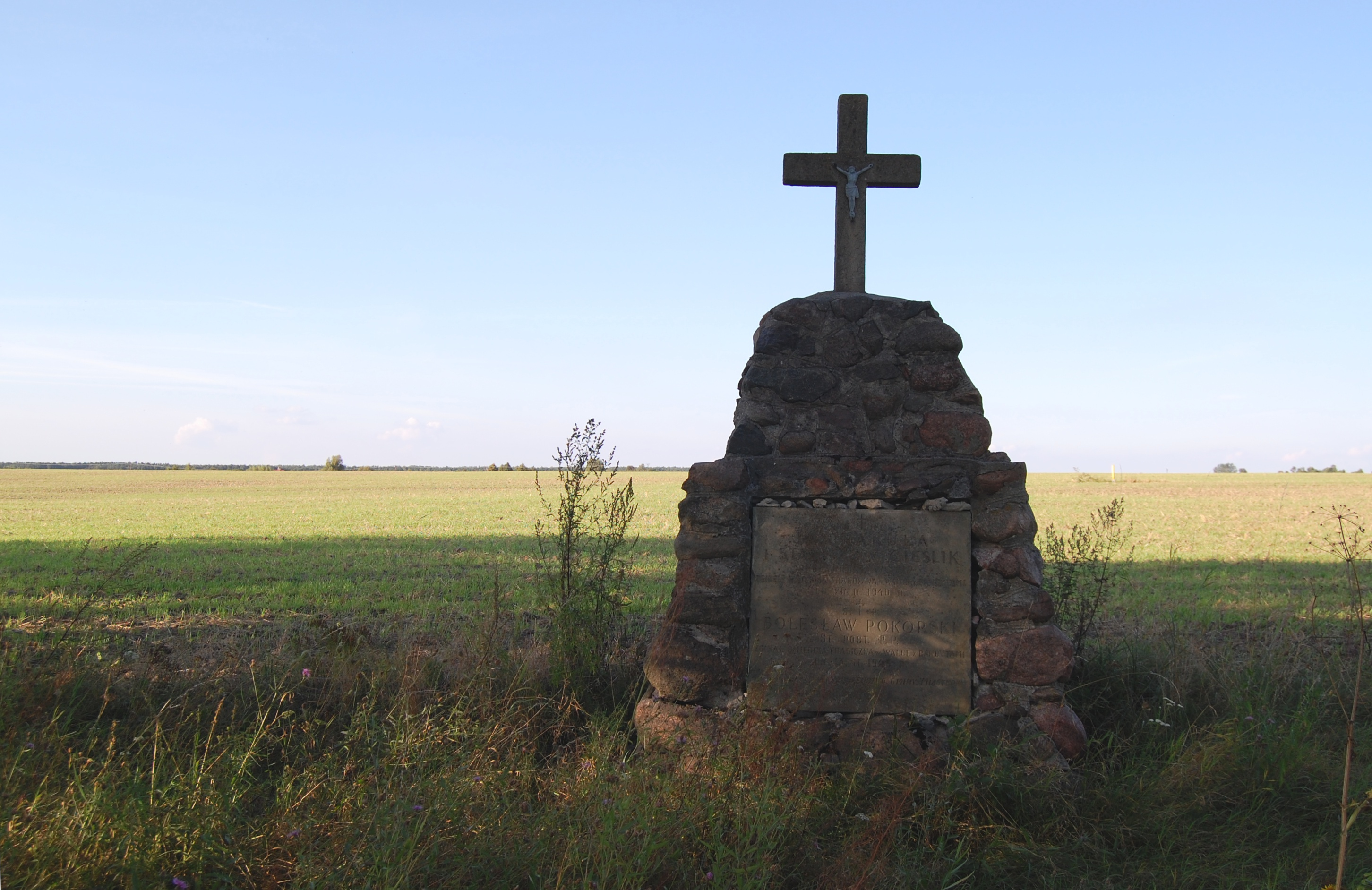
Pomnik dwóch funkcjonariuszy Policji Polskiej Generalnego Gubernatorstwa, którzy zginęli podczas walk z handlarzami mięsem. Pomnik wystawiony został przez mieszkańców gminy Miastków Kościelny

Andrzej Kunert szacuje, że od 10 do 20% funkcjonariuszy zostało zamordowanych przez władze niemieckie (wypowiedź w filmie „Granatowi”, 1999).
Główna Komisja Ścigania Zbrodni przeciwko Narodowi Polskiemu prowadzi śledztwo „w sprawie zbrodni nazistowskiej, stanowiącej jednocześnie zbrodnię przeciwko ludzkości, popełnioną w bliżej nieustalonym dniu pod koniec 1943 lub na początku 1944 w Krakowie przez funkcjonariuszy III Rzeszy, którzy naruszając prawo międzynarodowe dokonali zabójstwa poprzez rozstrzelanie ok. 40 funkcjonariuszy Policji Polskiej Generalnego Gubernatorstwa, tzw. Policji Granatowej i zarazem członków Armii Krajowej (S 33/08/Zn)”.
W listopadzie 2012 w Krakowie odsłonięto tablicę upamiętniającą zamordowanych policjantów granatowych.

## Podobne formacje
Służby mundurowe stworzone na podstawie wcześniej istniejących struktur funkcjonowały w całej Europie pod niemiecką okupacją, w tym we Francji, Holandii, Belgii i na brytyjskiej wyspie Guernsey.
W 1940 w ośmiu wschodnich powiatach dystryktów lubelskiego i krakowskiego, a od 1941 także lwowskiego, zostały utworzone oddziały Ukraińskiej Policji Pomocniczej. 
Składały się w całości z Ukraińców (część przeszła z PP; poza tym w kadrze oficerskiej było kilkudziesięciu oficerów policji niemieckiej i kilkunastu SS-manów). Na powierzonych im terenach pełniły te same funkcje, co Policja Polska. Większa część kadry oficerskiej UPP była powiązana z nastawionymi antypolsko nacjonalistami ukraińskimi. W latach 1941–1944 na terenie Galicji funkcjonariusze UPP dokonali kilkuset kradzieży, podpaleń i zabójstw na ludności polskiej.
Z Polaków oraz Ukraińców i Białorusinów z obywatelstwem polskim tworzono również jednostki niemieckiej policji pomocniczej, która jednakże była skoszarowana oraz przechodziła częściowe przeszkolenie wojskowe (głównie obsługa ckm-ów i moździerzy). Na Kresach Wschodnich, które weszły w skład Komisariatu Rzeszy Ukraina, w jednostkach tych służyli głównie Ukraińcy. Jednakże w kwietniu i maja 1943 zdezerterowało blisko 3000 policjantów. Celem było przejście do oddziałów Ukraińskiej Powstańczej Armii i uniezależnienie się od III Rzeszy. Wtedy skład wybrakowanych posterunków i kompanii został uzupełniony w dużej części przez Polaków. Tak było np. w batalionach nr 102 w Krzemieńcu, nr 103 w Maciejowie, nr 104 w Kobryniu czy w batalionie w Sarnach. Zresztą batalion z Maciejowa przeszedł w niemal w pełnym składzie na stronę AK i został włączony do 27 Wołyńskiej Dywizji Piechoty Armii Krajowej.
Wszystkie te jednostki nie były czysto polskie, z wyjątkiem batalionu Schutzmannschaft nr 202.

## W kulturze masowej
Stanisław Rembek opisał w powieści Wyrok na Franciszka Kłosa w 1947 losy grodziskiego policjanta Franciszka Kłosa, zabitego w lipcu 1943, prawdopodobnie za okrucieństwo. Film pod tym samym tytułem nakręcił Andrzej Wajda.
Roman Tomczyk w zbiorze opowiadań pt. Mali nadludzie (Wydawnictwo „Śląsk”, Katowice 1967) przedstawił granatowych policjantów działających na rzecz okupanta.
Granatowi policjanci pokazani zostali w kilku polskich filmach wojennych (Zakazane piosenki, 1947; Zamach, 1959; Pożegnanie z Marią, 1993; Sprawiedliwy, 2015) oraz w serialach (Sprawiedliwi, Czas honoru).